# Zbigniew Tadeusz Kaczmarek
Zbigniew Tadeusz Kaczmarek (n. 21 iunie 1946, Tarnowskie Góry, Republica Populară Polonă, Polonia – d. 15 mai 2023, Hannover, Germania) a fost un halterofil, medaliat olimpic. A participat la 3 ediții ale Jocurilor Olimpice (1972, 1976, 1980) în care a câștigat o medalie de bronz.